# Electric Ladyland
Electric Ladyland es el tercer álbum de The Jimi Hendrix Experience, el cual fue lanzado en 1968, siendo el último de la banda. 
Es un álbum doble considerado uno de sus trabajos más destacables. Muestra elementos que anticipan el rock progresivo (Aunque no pertenece a este género pero puede ser considerado una influencia) en canciones como "1983... (A Merman I Should Turn to Be)", y la versión de la canción de Bob Dylan "All Along The Watchtower" (que suele ser considerada por muchos como la mejor versión de la misma, incluso por Dylan[cita requerida]).
La grabación del álbum fue muy problemática. Luego de una complicada gira por Escandinavia e Inglaterra, Hendrix decidió regresar a su país natal, Estados Unidos (se había mudado a Inglaterra antes de ser popular). Frustrado por las limitaciones de las grabaciones comerciales, decidió crear un moderno estudio en Nueva York, en el que no tuviera limitaciones para expandir su visión musical. La construcción del mismo, llamado Electric Lady, tuvo diversos problemas y no fue terminado hasta mediados de 1970. Como resultado, grabó gran parte de Electric Ladyland en The Record Plant.
Los disciplinados hábitos de trabajo de Hendrix se volvieron erráticos, y la combinación de sesiones interminables y de estudios llenos de aduladores finalmente causaron que el productor Chas Chandler renunciara en mayo de 1968. Chandler más tarde se quejó de que Hendrix insistía en grabar muchas tomas de cada canción (al parecer, de "Gypsy Eyes" se hizo 43 tomas, y a pesar de eso Hendrix aún no estaba satisfecho con el resultado). El perfeccionismo de Hendrix llevó al guitarrista Dave Mason a que grabara 20 tomas de la guitarra acústica de "All Along The Watchtower".
A pesar de las dificultades, muchas canciones de este álbum muestran la expansión de la visión de Hendrix (se dice que el sonido de este álbum inspiró parcialmente al de Bitches Brew de Miles Davis[cita requerida]), y en el colaboró con músicos como Mason, Chris Wood y Steve Winwood de Traffic; el batería Buddy Miles, el bajista de Jefferson Airplane Jack Casady y el exorganista de Dylan Al Kooper. 
La cooperación entre Hendrix y el bajista Noel Redding no estaba funcionando muy bien por lo que Hendrix toca el bajo en varias canciones. Durante la grabación de "All Along the Watchtower" Redding fue a un bar cercano por una cerveza y Hendrix grabó las pistas del bajo para acelerar el proceso. Redding toca la guitarra acústica en su composición titulada "Little Miss Strange".
En las últimas etapas de producción, un técnico de estudio renombró el álbum erróneamente como "Electric Landlady." El álbum casi salió lanzado bajo ese nombre, pero Hendrix se dio cuenta a tiempo y se enojó. El título fue cambiado rápidamente.
Electric Ladyland fue lanzado en Estados Unidos en septiembre de 1968 y fue el único álbum de Hendrix en llegar al primer puesto en ventas. La edición británica llegó al quinto puesto tras su lanzamiento en octubre, y originalmente contó con una portada diferente y controvertida: como el arte original no llegó a tiempo, fue usada una tapa con mujeres desnudas frente a un fondo oscuro, lo que causó una reacción importante. La portada original se volvió desde entonces la oficial en todo el mundo. La familia de Hendrix, que es dueña de los derechos del álbum y de la mayor parte de su catálogo, afirmó que la tapa original británica no sería usada ya que no le gustaba al mismo Hendrix. Hay una edición rara de CD de los años 1980 que tiene esa tapa.
En 1998 los lectores de la revista Q ubicaron a Electric Ladyland en el puesto 22 de los mejores álbumes de todos los tiempos; en 2003 el canal de televisión VH1 lo ubicó en el puesto 72. También en 2003, en una edición especial, la revista Rolling Stone posicionó el álbum en el puesto 54 de su lista de los 500 mejores álbumes de todos los tiempos.
En 2018, año que conmemoró el 50 aniversario de este disco, salió a la venta una reedición de lujo. El material incluye el álbum original remasterizado de las cintas originales, una mezcla en sonido envolvente 5.1, 20 demos grabados en hoteles, grabaciones alternativas y el concierto Live at the Hollywood Bowl del 14 de septiembre de 1968.

## Lista de temas
Todas las canciones escritas y compuestas por Jimi Hendrix. 
| Lado A |                                             |          |  |
| N.º    | Título                                      | Duración |  |
| 1.     | «...And the Gods Made Love»                 | 1:21     |  |
| 2.     | «Have You Ever Been (To Electric Ladyland)» | 2:12     |  |
| 3.     | «Crosstown Traffic»                         | 2:25     |  |
| 4.     | «Voodoo Child»                              | 15:00    |  |

Todas las canciones escritas y compuestas por Jimi Hendrix. 
| Lado B |                                      |          |  |
| N.º    | Título                               | Duración |  |
| 1.     | «Little Miss Strange» (Noel Redding) | 2:50     |  |
| 2.     | «Long Hot Summer Night»              | 3:30     |  |
| 3.     | «Come On (Part 1)» (Earl King)       | 4:10     |  |
| 4.     | «Gypsy Eyes»                         | 3:46     |  |
| 5.     | «Burning of the Midnight Lamp»       | 3:44     |  |

Todas las canciones escritas y compuestas por Jimi Hendrix. 
| Lado C |                                          |          |  |
| N.º    | Título                                   | Duración |  |
| 1.     | «Rainy Day, Dream Away»                  | 3:43     |  |
| 2.     | «1983... (A Merman I Should Turn To Be)» | 13:46    |  |
| 3.     | «Moon, Turn The Tides... Gently Away»    | 1:01     |  |

Todas las canciones escritas y compuestas por Jimi Hendrix. 
| Lado D |                                        |          |  |
| N.º    | Título                                 | Duración |  |
| 1.     | «Still Dreaming, Still Raining»        | 4:25     |  |
| 2.     | «House Burning Down»                   | 4:33     |  |
| 3.     | «All Along the Watchtower» (Bob Dylan) | 4:00     |  |
| 4.     | «Voodoo Child (Slight Return)»         | 5:13     |  |

}}
- Todas las canciones fueron escritas por Jimi Hendrix, excepto donde sea indicado.

## Personal

### The Jimi Hendrix Experience
- Jimi Hendrix: guitarra, voz, piano, bajo, clavicordio eléctrico y percusión
- Noel Redding: bajo, guitarra rítmica y voz
- Mitch Mitchell: batería

### Otros músicos
- Jack Casady: bajo
- Larry Faucete: conductor, conga
- Mike Finnigan: órgano
- Jeanette Jacobs: voz
- Al Kooper: piano
- Mike Mandel: piano
- Dave Mason: guitarra de 12 cuerdas, voz
- Buddy Miles: batería
- Fred Smith: saxo tenor
- The Sweet Inspirations: coros
- Steve Winwood: órgano
- Chris Wood: flauta
- Brian Jones: percusión

### Producción y remasterización
- Jimi Hendrix: producción, dirección y mezcla
- Gary Kellgren, Glen Kolotkin y Eddie Kramer: ingenieros
- Janie Hendrix y John McDermott: supervisores de remasterización
- Eddie Kramer, Joe Gastwirt y George Marino: remasterización

### Otros
- Ed Thrasher y Vartan: dirección artística
- David King y Rob O'Connor: diseño
- Karl Ferris: diseño de tapa y cubierta trasera
- John Adler, Karl Ferris, Gered Mankowitz, David Montgomery, Axel Rad, David Sygall y Ed Thrasher: fotografía
- Linda McCartney y Richard Montgomery: fotografía y cubierta trasera
- Petra Niemeier: diseño interior
- Jeff Leve: escritor
- Derek Taylor: disertación
- Michael Fairchild, Derek Taylor y Jimi Hendrix: notas